# MÁV-Baureihe M44
Die Fahrzeuge der Baureihe M44 waren Diesellokomotiven der Ungarischen Staatsbahn (MÁV) für den gemischten Betrieb. Maschinen dieses Typs erhielt auch die Raab-Oedenburg-Ebenfurter Eisenbahn (GySEV). Gleichzeitig wurde sie auch unter der Bezeichnung ВМЭ1 in die Sowjetunion, unter der Bezeichnung T 455.0 an die Tschechoslowakischen Staatsbahnen (ČSD), als Reihe 51 zu den BDŽ sowie als Reihe SM40/SM41 an die PKP geliefert.

## Geschichte
Für leichte Güterzüge und den mittelschweren Rangierdienst wurde diese Lokomotive erstmals 1956 an die MÁV ausgeliefert. Die zulässige Höchstgeschwindigkeit von 80 km/h machte sie für den gemischten Dienst tauglich. Noch 1960 waren Lieferungen dieser Lokomotive für den schweren Rangierdienst für Industriebetriebe vermerkt.

## Technische Merkmale
Die Lokomotive ist eine Konstruktion mit Führerstand an einem Ende des Fahrzeugteils. Sie wurde angetrieben von dem bewährten Dieselmotor XVI 170/240 Bauform Ganz-Jendrassik. Etwas ungewöhnlich war, dass er als 16-Zylinder-Motor mit Anordnung der Zylinder in V-Form ausgeführt war.
Die elektrische Leistungsübertragung mit dem Hauptgenerator (680 kW, 485 V und 1400 A) und den vier als Tatzlager-Motoren ausgeführten Fahrmotoren ermöglichte es, bis zu drei Lokomotiven von einem Führerstand aus zu steuern. Die Lokomotive besaß im Führerstand zwei diagonal angeordnete Führerstände.
Neu gestaltet waren bei ihr die Drehgestelle und die Federung, was eine Verbesserung gegenüber einer einfachen Abfederung mit Hilfe von Schraubenfedern ergab. Mit Rücksicht auf den Rangierdienst wurden an den Stirnseiten Übergänge für das Rangierpersonal angeordnet. Der Kraftstoffbehälter war unter dem Rahmen zwischen den Drehgestellen untergebracht. Die Sandstreuanlage war elektropneumatisch.

## Baureihe T 455.0 in der Tschechoslowakei
Mehr kaufmännische als technische Gründe waren es, dass es 1957 zu einem Ankauf von fünf Lokomotiven kam. Ihre geringe Stückzahl war entscheidend dafür, dass bei der Rationalisierung des Lokparks den Maschinen keine große Zukunft eingeräumt wurde. So wurden sie bis 1968 ausgemustert.

## Baureihe ВМЭ1 bei den SŽD

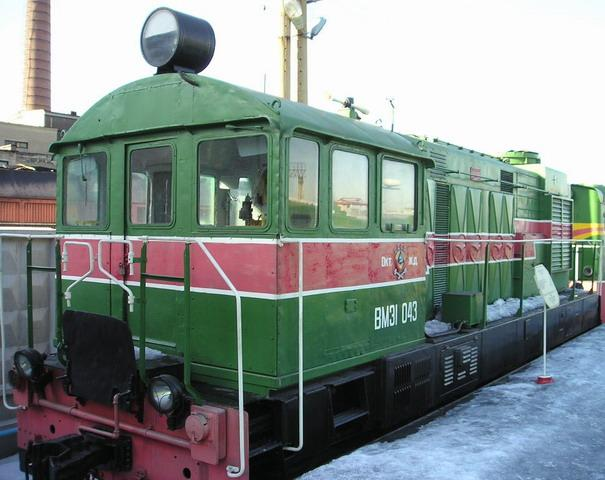
Die erhaltene ВМЭ1.043 im Eisenbahnmuseum in Sankt Petersburg

In den 1950er Jahren wollten die SŽD verstärkt im Rangierdienst von Dampf- auf Dieseltraktion umstellen. Da die Produktion von inländischen Rangierdiesellokomotiven mit dieselelektrischem Antrieb erst begann, wurde bei den ersten Fahrzeugen auf Lokomotiven aus Ungarn und der Tschechoslowakei zurückgegriffen. Es wurden von 1958 bis 1965 insgesamt 310 Lokomotiven dieser Serie ausgeliefert.
Die ersten Diesellokomotiven der Reihe ВМЭ1 erhielt der Eisenbahnknoten in Leningrad für Rangierarbeiten. Dabei stellte sich heraus, dass die Lokomotiven für den Güterzugdienst zu schwach waren. Daher wurden sie für die Zusammenstellung von Reisezügen benutzt.
Weiter arbeiteten diese Lokomotiven bei vielen Eisenbahngesellschaften der ehemaligen UdSSR wie etwa im Baltikum. Sie wurden dort für Regionalzüge verwendet.

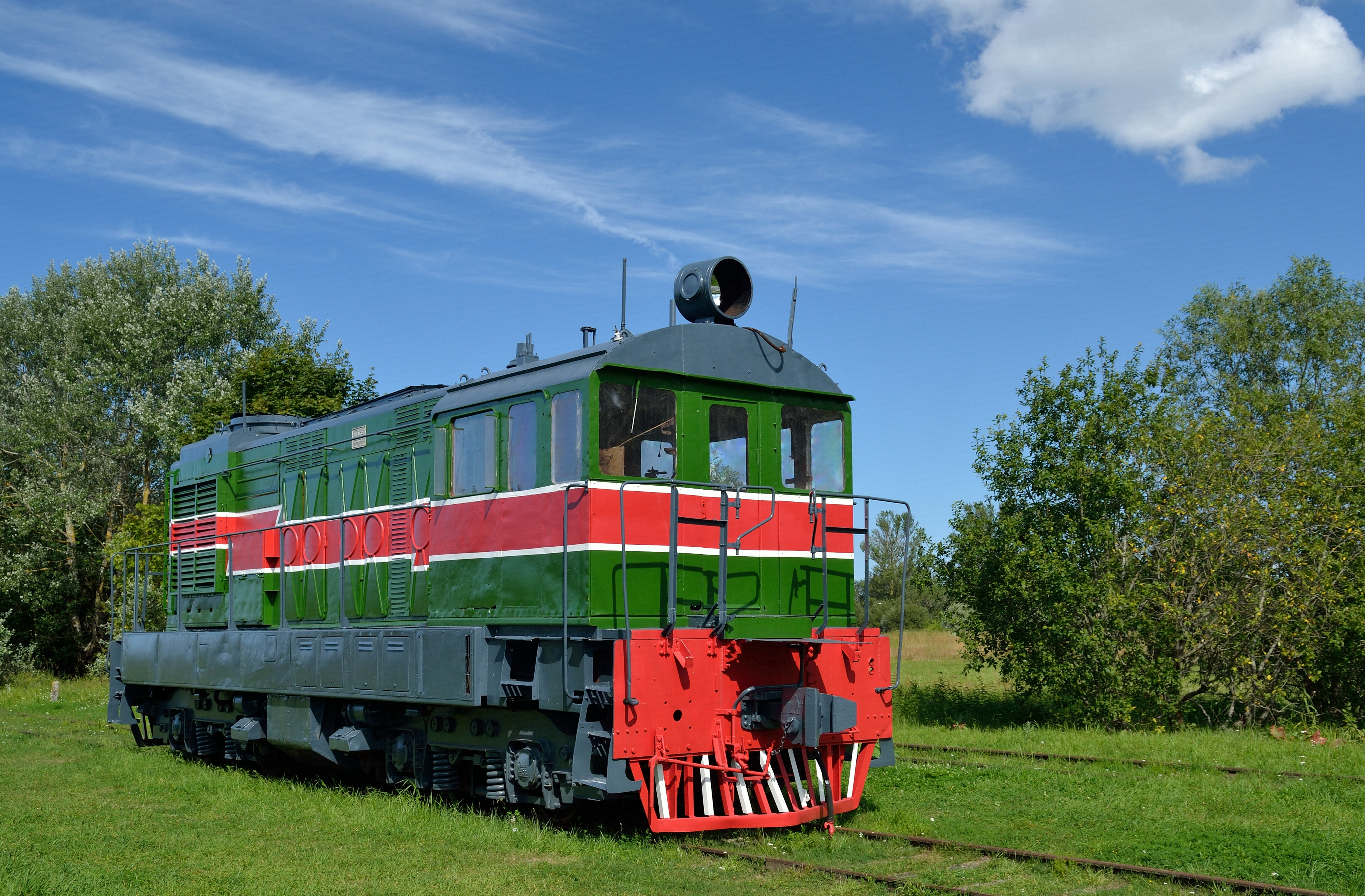
ВМЭ1.116 2012 in Haapsalu

Die Lokomotiven erwiesen sich im Vergleich mit der ЧМЭ2 und den anderen Maschinen der TEM-Klasse als zu schwach. So wurden sie von 1975 bis 1985 wieder aus den Inventarlisten gestrichen.

## Baureihe SM40/SM41 bei den PKP

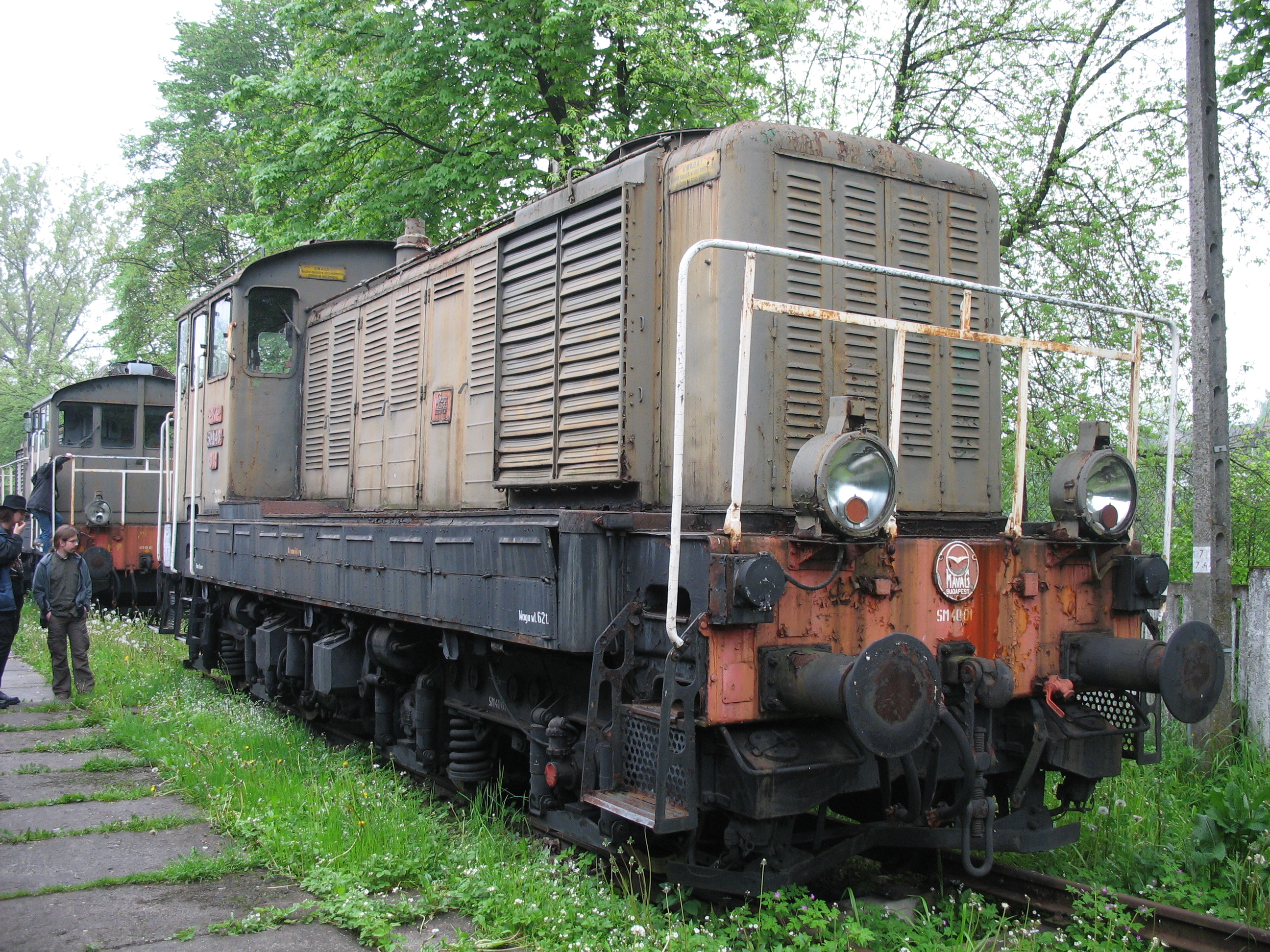
Prototyp SM40-01 im Eisenbahnmuseum Chabowka

Da die polnische Industrie entsprechend starke Dieselloks für den Rangierdienst zum Ersatz der Dampflokomotiven Mitte der 1950er Jahre nicht liefern konnte, wählte die Polskie Koleje Państwowe (PKP) Lokomotiven aus Ungarn aus, die der Baureihe entsprachen. Ein erstes Exemplar testete die PKP 1957. Nach brauchbaren Ergebnissen wurden 1958 zehn Lokomotiven gekauft, die als PKP SM40-01 bis 10 bezeichnet wurden. Nachteil der ersten Loks war die Motorsteuerung, die noch auf elektro-pneumatischer Basis arbeitete.
Die Serienbeschaffung erfolgte demzufolge mit verbesserter Leistungsregulierung sowie der Ausrüstung mit einem seitlichen und vorderen Rangiergeländer. Zwischen 1961 und 1968 stellte die PKP die nun als PKP SM41 bezeichneten Loks in 263 Exemplaren her, die als PKP SM41-01 bis 263 bezeichnet wurden. Weitere 109 Exemplare wurden bis 1971 an Industrieunternehmen geliefert, von denen ging eine später als SM 41-264 zu der PKP.
Der Einsatz der Lokomotiven war der Rangierdienst bzw. der Einsatz vor Nahgüterzügen. Sie waren durch Fertigungsfehler in der Produktion im Betriebsdienst nicht allzu gut angesehen. Deshalb begann ab den 1980er Jahren die Ausmusterung der Loks, die bis Juni 2000 abgeschlossen war. Museal erhalten sind die Prototypen SM 40-01 und SM 41-01 im Eisenbahnmuseum Chabowka, die SM 41-175 im Eisenbahnmuseum Karsznice, die SM 41-190 im Eisenbahnmuseum Warschau und die SM 41-227 im Skansen Parowozownia Kościerzyna in Kościerzyna.